# アレクサンドル・ザポロージェツ (心理学者)
アレクサンドル・ウラジーミロヴィチ・ザポロージェツ（ロシア語: Александр Владимирович Запорожец, ラテン文字転写:  Alexander Vladimirovich Zaporozhets 、1905年9月12日（ユリウス暦8月30日）- 1981年10月7日）は、ソビエト連邦の心理学者。
児童心理学および就学前教育を専門とする。実験・発生的方法を採用し、教授－学習過程の児童の発達への積極的関与の意義を解明した。三歳をすぎた子どもは、教師がして見せる何かの行為を遂行しなければならない場合でさえ、言葉による教示に大きな注意を向けることを指摘した。また、子どもの行為の実現や反復といった随意運動の発生が知覚の発達に影響することを明らかにした。ヴィゴツキー門下の五人組の一人。

## 生涯
キエフ出身。ザポロージェツは第二モスクワ国立大学卒業後、クルプスカヤ記念共産主義教育アカデミー、ウクライナ精神神経病理学アカデミー、ハリコフ国立教育大学を経て、1943年よりロシア共和国教育科学アカデミー心理学研究所とモスクワ大学に同時就職。1944年にロシア共和国教育科学アカデミー心理学研究所学齢前児童心理学研究室長となる。1959年教育学博士。1960年同研究所長に就任。

## 概論
第16回国際心理学会（1960年、於ボン）でのザポロージェツによる問題提起は、「視知覚の行動的性格について」と題されるもので、心理学の唯物論的アプローチつまり主体の物質的活動の客観的条件から出発し、環境に対する首尾良い適応とその合目的な変更に必要な環境の適切な反映が、この活動の過程でどのように形成されるかを研究する方法を採用する。以下に要約する。
イワン・セチェノフとイワン・パブロフによる反射理論は、知覚刺激の特性の分析において受容装置の行う定位的運動に重要な意義を与える「探究反射理論」を保持している。ロシア心理学における唯物論的アプローチは、この反射学の成果の取り込みを図る。
人間活動を遂行的行為の系と定位的行為の系に分けると、後者の素型は手探りする手あるいは対象を見分ける目の定位的な運動に求められる。これらの運動は、その活動にあたり、知覚対象の特性を再現し、「模写」（アレクセイ・レオンチェフ (心理学者) の用語）する。これは、その特徴をモデル化しつつ、対象のコピーを取り、適切に反映させる。このような定位的動作に関する研究をロシア連邦共和国教育科学アカデミー心理学研究室学齢前児童心理学研究室と学齢前教育研究所精神生理学研究室で行った。
異なる年齢の子どもでは、目の定位運動の性格も異なる。発生段階の初期の段階では、子どもは呈示対象を素早く一瞥し、詳しく追跡することなく、すぐに対象との実践的動作に移る。より後期の段階では、定位反応は遂行的反応と区別され、課題条件を知るための位相が、課題を実際に遂行する位相よりも先行し始める。同時に、目の定位運動は、より展開された性格を帯び、知覚対象の輪郭、それらの間の空間的・時間的関係などを正確に再現するようになる。定位活動のこのような複雑化と完成は、知覚されたものの、より適切な像の形成をもたらす。知覚像の完全さと適切さといった感覚的な効果は、知覚対象に対する子どもの定位活動の諸特質に左右される。子どもたちは、事物の諸特徴を「模写」しつつ、そのコピーをとり、事物の適切な像を得ることができるような事物の観察様式と目の定位運動様式とを、しだいに身につけていく。
心理学研究室学齢前児童心理学研究室では、「模写」のメカニズムの解明のために、ある対象を何回もくりかえし呈示する過程で、目の定位運動がどのように変化するかを研究した。成人について、一定の順序で点灯される一連のランプをくりかえし呈示し、それを知覚するときの目の運動を映画記録した。最初は、対応のランプが点灯したあと初めて生ずる延滞した目の運動が現れるだけであったが、3、4回の呈示ののちには、被験者には、スイッチの入ったばかりのランプから、次の瞬間に点灯される予定のランプへ向かう目の予期運動＝条件定位反応が出現した。呈示対象とその諸部分の空間的・時間的関係に対応する一定の条件定位反応系が形成されたのである。ここでは延滞どころか、対象変化を追い越す運動が認められるのである。この後、単純に呈示されるランプの変化に対する追い越し運動さえも消失するが、このような場合でも場面の知覚は行われており、信号呈示の順序の秩序を変更すると、ただちに被験者はそれに気づき、前に消失した定位運動を賦活させる。
ランプ点灯のみならず、より複雑な、一連の信号、幾何図形、迷路などの視知覚においても同様の条件定位反応の形成が観察された。これらの確認内容は、定位反応全体のシステムの一部にすぎないが、さらに、本来の感覚的変化もまた、反射的な性質を呈し、これらの条件定位反応系の諸成分の総体のみが、知覚対象の姿を再現することができ、その像の基礎となることができる。定位＝探究活動の過程で「事物の像が形成される」ことがこの活動の主産物であり、像が形成されたときには、定位活動は縮小し始めており、ますます短縮された性格を帯びてくるのである。
「視知覚過程は短縮された定位作用であり、それははじめ、事物にたいする展開された実践活動を基礎に形成され、その活動の遂行的部分と密接に結びついており、しだいに、その相対的独立性とその観念的な形態とを獲得していく。」と結論される。

## 論文
- 「子どもの思考発達における実践の要素と言語の役割」（1936年）
- 「幼児の思考の発達における実践と言語の役割」（1939年）
- 「思考と子どもの活動」（1941年）
- 「幼い年齢の子どもにおける判断の発達について」（ルウコフと共著）（1941年）
- 「知覚過程の特殊性とその発達」（1941年）
- 「学齢前児における判断力の発達」（1947年）
- 「幼稚園期児童の論理的思考の発達」（1948年）
- 「幼稚園期児童による文学作品の知覚の心理学」（1948年）
- 「活動の動機および条件に応ずる幼稚園期児童の運動の変化」（1948年）
- 「幼稚園期児童の発達過程における二つの信号系の相互関係の変化」（1954年）
- 「有意的運動の発達」（1958年）
- 「就学前児童の心理学的研究の諸問題」（1959年）（邦訳、矢川徳光訳、明治図書出版『ソビエト教育科学』第15号1964年）
- 「乳児と幼児（学令前児）における知覚教育の若干の心理学的問題」（1963年）
- 「有意的運動の発達」（1970年）（邦訳、江口純代・町田イク共訳、ソビエト心理学研究会『ソビエト心理学研究』第17・18号1974年）

## 著作
- 『運動の回復』（レオンチェフと共著）（1945年）
- 『就学前期児童の心理学の諸問題』（レオンチェフと共編）（1948年）
- 『児童心理学概論』（レオンチェフと共編）（1950年）
- 『就学前教育保母養成施設用心理学教科書』（1953年）（邦訳、理論社、1956年[注釈 4]）
- 『心理学』（1959年）
- 『随意運動の発達』（1960年）（邦訳、世界書院、1965年 巻末に松野豊訳「視知覚の行動的性格について」を収める）[6]
- 「学童に知識と技能を形成させる問題および学校における新しい教授法」（ガリペリン、エリコニンと共著）（1963年）（邦訳、及川尚子訳、明治図書出版『現代ソビエト心理学』、1966年所収）
- 『知覚と行為』（編著）（1967年）（邦訳、新読書社、1973年）
- 『幼稚園児におけるコミュニケーションの発達』（リシナと共同編集）（1974年）（邦訳、『乳幼児のコミュニケーション活動の研究』新読書社、1979年）
- 『幼稚園での教育と訓練』（マルコワと共同監修、31人による執筆）（1976年）（邦訳、『幼児の教育』ナウカ、1985年）
- 『子どもの頃の世界ー就学前児童』（編著、21人による執筆）（1979年）（前半部邦訳、『子育ての科学』新読書社、1987年）